# メリン県
メリン県（メリンけん、麊泠縣、ベトナム語：Huyện Mê Linh / 縣麊泠）はベトナムの首都ハノイの行政区。

## 歴史
漢が南越国を滅ぼした後に交阯郡の下に麊泠県が設置された。40年、麊泠のチュン姉妹が漢に反乱をおこし、麊泠を都とした。後に馬援によって平定された。
2008年5月29日、ヴィンフック省の県からハノイの県へ変更された。

## 地理
ハノイ北西部、紅河の北岸に位置する。

## 行政
メリン県は、以下の行政単位に区分される。
- 市鎮(thị trấn、市鎮)

|  | - チードン（Chi Đông / 支東） |  | - クアンミン（Quang Minh / 光明） |  |  |

- 社(xã、社)

|  | - チューファン（Chu Phan / 朱幡） - ダイティン（Đại Thịnh / 大盛） - ホアンキム（Hoàng Kim / 黃金） - キムホア（Kim Hoa / 金華） - リエンマック（Liên Mạc / 蓮莫） - メリン（Mê Linh / 麊泠） - タムドン（Tam Đồng / 三銅） - タックダー（Thạch Đà / 石柁） |  | - タインラム（Thanh Lâm / 青林） - ティエンフォン（Tiền Phong / 前豐） - ティエンタン（Tiến Thắng / 進勝） - ティエンチン（Tiến Thịnh / 進盛） - チャンヴィエト（Tráng Việt / 壯越） - トゥーラップ（Tự Lập / 自立） - ヴァンケー（Văn Khê / 雲溪） - ヴァンイエン（Vạn Yên / 萬安） |  |  |

## 交通
- 県中央部を国道23号線が横断する。
- 県の東を走るヴォー・ヴァン・ケット通り（バクタンロン-ノイバイ線）は、そのまま1kmほど北のノイバイ空港に乗り入れており、空港とハノイ市街を結ぶバスが通行する。

## 産業
クァンミン工業団地には、ニトリの子会社であるマルミツ・ベトナムの輸出基地が存在する。